# Música popular argentina
Música popular argentina (MPA) es un concepto creado en la década de 1960 capaz de abarcar los distintos estilos musicales populares característicos de ese país, entre ellos se distingue el música folklórica, el tango, el rock nacional, la balada romántica, la música pop de Argentina, la cumbia argentina, el cuarteto, entre otros.

## Historia
Argentina es considerada como uno de los países latinoamericanos con mayor variedad en el aspecto musical. Debido a esto, podemos hallar una gran variedad de géneros musicales originarios de este país. La razón de crear una denominación común tuvo la intención de superar la separación entre cultores de diversos estilos, con el fin de establecer puentes y vías de comunicación entre los mismos, de modo de promover una visión integrada de la música argentina que permita el enriquecimiento mutuo, las fusiones y la aparición de nuevos estilos.
Tanto en Brasil como en Uruguay se desarrollaron conceptos equivalentes, designándolos como música popular brasileña (MPB) y música popular uruguaya (MPU).
Intentando referirse al término, en 1968, el crítico musical Miguel Smirnoff, al presentar el álbum del Cuarteto Vocal Zupay publicado bajo el sugestivo título de Folklore sin mirar atrás Vol. 2, decía lo siguiente:

Es probable que muy pocas veces en el mundo -el caso brasileño es una de las excepciones- haya avanzado la música nacional de un país, en profundidad y riquezas, tanto como la argentina en los últimos años (Se trata de) la creación de "eso" que, tal vez, sea expresión fiel de nuestro país en el mundo: la Música Popular Argentina, así, con mayúsculas, integrando los elementos del tango y el folklore a una base rítmica y melódica de valor universal y fácil comprensión en cualquier parte.